# Дефабр, Иван Осипович
Иван Осипович (Иосифович) Дефабр (де Фабр) (1827—1910) — русский флотоводец, вице-адмирал. Участник Крымской и Русско-турецкой войны 1877—1878 годов.

## Биография
Внук французского эмигранта, Иван Дефабр родился в Николаеве, в 1827 году в семье потомственных дворян Херсонской губернии Иосифа Антоновича (? — 08.01.1861) и Евдокии Ивановны. Его отец служил в судовой части Корпуса морской артиллерии. Впоследствии в чине полковника в должности старшего артиллерийского офицера эскадры адмирала П. С. Нахимова участвовал в Синопском сражении. После Крымской войны Иосиф Антонович вышел в отставку «с производством в генерал-майоры», жил в Севастополе, где и скончался в январе 1861 года и был погребён на городском кладбище (ныне ул. Пожарова)
Получив дома начальное образование, Иван Дефабр в 1841 году «вступил в службу гардемарином» на Черноморский флот; в апреле 1846 года после производства в мичманы направлен на Балтийский флот, где в 1845—1848 годах служил на фрегате «Успех».
В 1848 году И. Дефабр был переведен на Черноморский флот. На транспортах «Сухум-Кале» и «Рион» перевозил войска и грузы, на шхуне «Забияка», линейном корабле «Силистрия» и корвете «Калипсо» крейсировал у восточного берега Черного моря. В 1851 году за «усердно-ревностную службу» произведен в лейтенанты. Для И. Дефабра Крымская война началась 3 июня 1854 года, когда на пароходо-фрегате «Бессарабия» он принял участие в преследовании трех англо-французских военных пароходов, появившихся у Севастопольского рейда. После высадки неприятеля в Крыму и объявления Севастополя на осадном положении, с 13 сентября 1854 по 15 августа 1855 года, лейтенант 41-го флотского экипажа И. О. Дефабр состоял в гарнизоне города. До 8 октября находился на «Бессарабии», превращенной в плавучую батарею. Затем был списан на берег, на 5-й бастион.
За участие в отражении 1-й бомбардировки Ивана Осиповича наградили орденом Св. Владимира 4-й ст. с бантом. Во время 2-й бомбардировки города 31 марта 1855 года командир бомбической батареи на 5-м бастионе лейтенант Дефабр был ранен осколком бомбы в голову. Лечился на пароходофрегате «Бессарабия». На этом же судне он принял участие в отражении штурма неприятелем Корабельной стороны Севастополя 6 июня 1855 года. За героизм при 2-м бомбардировании Севастополя лейтенант Дефабр удостоен ордена Св. Анны 3-й ст. с бантом, за отличие при отражении штурма 6 июня - ордена Св. Анны 4-й ст. с надписью «За храбрость». 15 августа 1855 г. тяжелобольной Иван Дефабр вынужден был покинуть Севастополь. После Крымской войны продолжил службу на Черноморском флоте, командуя шхуной «Суджук-Кале» и пароходом «Скромный». 1859-й год Иван Осипович провел на борту императорской паровой яхты «Тигр». В октябре 1860 года был произведен в капитан-лейтенанты.
В 1861-1865 годах Дефабр командовал пароходом «Чатырдаг» и корветом «Вепрь». В 1863 году за отличие по службе был награжден орденом Св. Станислава 2-й ст. После производства в капитаны 2-го ранга в марте 1866 года до 1876 года Иван Дефабр командовал корветом «Львица», на котором познавали морское искусство выпускники Николаевских юнкерских классов. За успехи в военно-педагогической деятельности Иван Осипович был награжден в 1869 году орденом Св. Анны 2-й ст. с мечами, в январе 1871 года произведен в капитаны 1 -го ранга, в 1873 году зачислен в состав 1-го Черноморского Его Императорского Высочества Генерал-Адмирала экипажа, в 1874 году удостоен ордена Св. Владимира 3-й ст.
С 1873 года Иван Дефабр состоял членом военно-морского суда Николаевского порта и входил в состав попечительского совета Николаевской Мариинской женской гимназии. В октябре 1879 года назначен помощником начальника морской и береговой обороны Очакова и заведующим местным портом. В 1877 году после начала Русско-турецкой войны капитан 1 -го ранга Дефабр имел брейд-вымпел начальника отряда судов, прикрывавших Очаков (броненосцы береговой обороны «Поповка», «Новгород», шхуна «Бомборы» и пароход «Инкерман»), а в августе-сентябре 1878 года на корвете «Сокол» участвовал во взятии г. Батуми и был «пожалован подарком по чину с вензелевым изображением имени Его Величества». 11 ноября 1878 года «за отлично-полезную службу в минувшую войну по обороне Черноморского побережья» удостоился Монаршего благоволения. В марте 1879 года Ивана Осиповича перевели на Дунай начальником судов при русской армии в Болгарии (пароходы «Опыт», «Голубчик» и «Взрыв»). В сентябре 1880 года Дефабра, как имеющего значительный практический опыт командования отрядами судов назначили начальником штаба Главного командира Черноморского флота и портов Черного моря. В 1882 году за отличие по службе Иван Осипович произведен в контр-адмиралы, а в 1884 году награжден орденом Св. Станислава 1 -й ст. В январе 1886 году Дефабр занял должность начальника штаба и портов Черного и Каспийского морей. В апреле 1887 года удостоен ордена Св. Анны 1-й ст., а в сентябре того же года произведен в вице-адмиралы «с увольнением от службы с мундиром и пенсией».
Более 20 лет И. О. Дефабр активно участвовал в общественной жизни Севастополя и, особенно, в мероприятиях, связанных с увековечением памяти героев первой обороны города. Так, 18 ноября 1898 года он присутствовал при открытии памятника адмиралу П. С. Нахимову, 28 октября 1902 года - при закладке здания Севастопольской панорамы, 14 мая 1905 года - при освящении панорамы. С 1901 по 1910 год Иван Дефабр являлся церковным старостой Собора святого Владимира. Скончался Иван Осипович 1 октября 1910 года в Севастополе.
Скончался 1 (14) октября 1910 года. Похоронен в Севастополе в Владимирском соборе.

## Семья
Дети:
- Иван Иванович Дефабр (04.07.1868, Николаев — 23.02.1918, Севастополь) — генерал-майор Корпуса гидрографов; состоял директором маяков и лоций Чёрного моря; был расстрелянреволюционными матросами во время красного террора.
- Константин Иванович Дефабр (18.03.1863, Николаев — 17.04.1933) — генерал-майор по флоту, участник обороны Порт-Артура в 1904 г. Службу во флоте начал с 1880 году. В сентябре 1883 года окончил Морское училище и был произведён в мичманы. Служил на шхуне «Псезуапе», пароходе «Колхида», миноносце «Поти», крейсере 2 ранга «Джигит», эскадренном броненосце «Двенадцать Апостолов», эскадренном броненосце «Император Николай I» и др. Участник Русско-японской войны. Награжден орденами: Св. Станислава 2-й степени с мечами (14.03.1904), «За проявленное особое мужество, воинскую доблесть и в воздаяние отличной храбрости во время отражения внезапной минной атаки эскадры Тихого океана 26 го и в бою 27 января с японским флотом», Св. Анны 2-й степени (1905) и др. После революции остался в России. В дальнейшем был крупным специалистом в области артиллерии, заведующим артиллерийским отделом Адмиралтейского завода в Ленинграде, профессор. Умер от паралича сердца во время допросов в НКВД 17 апреля 1933 года. Его супруга — Ольга Дмитриевна, урождённая Тютчева (1869—1942), приходилась внучкой поэту Ф. И. Тютчеву и внучатой племянницей А. С. Пушкину). Вскоре после смерти мужа была сослана в 1936 году в Астрахань на поселение. Согласно, справки, выданной Астраханским городским отделом НКВД 26 февраля 1936 года: «Дефабр Ольга Дмитриевна, рождения 1869 года, уроженка г. Ленинграда. Осуждена Особым отделом НКВД СССР от 9 марта 1935 года по статье социально-опасный элемент, сроком на пять лет. В том числе, что она отбывает меру соцзащиты в г. Астрахани». На поселении в Астрахани Ольга Дмитриевна работала сторожем. Умерла от голода зимой 1942 года в возрасте 73 лет.